# Dangriga

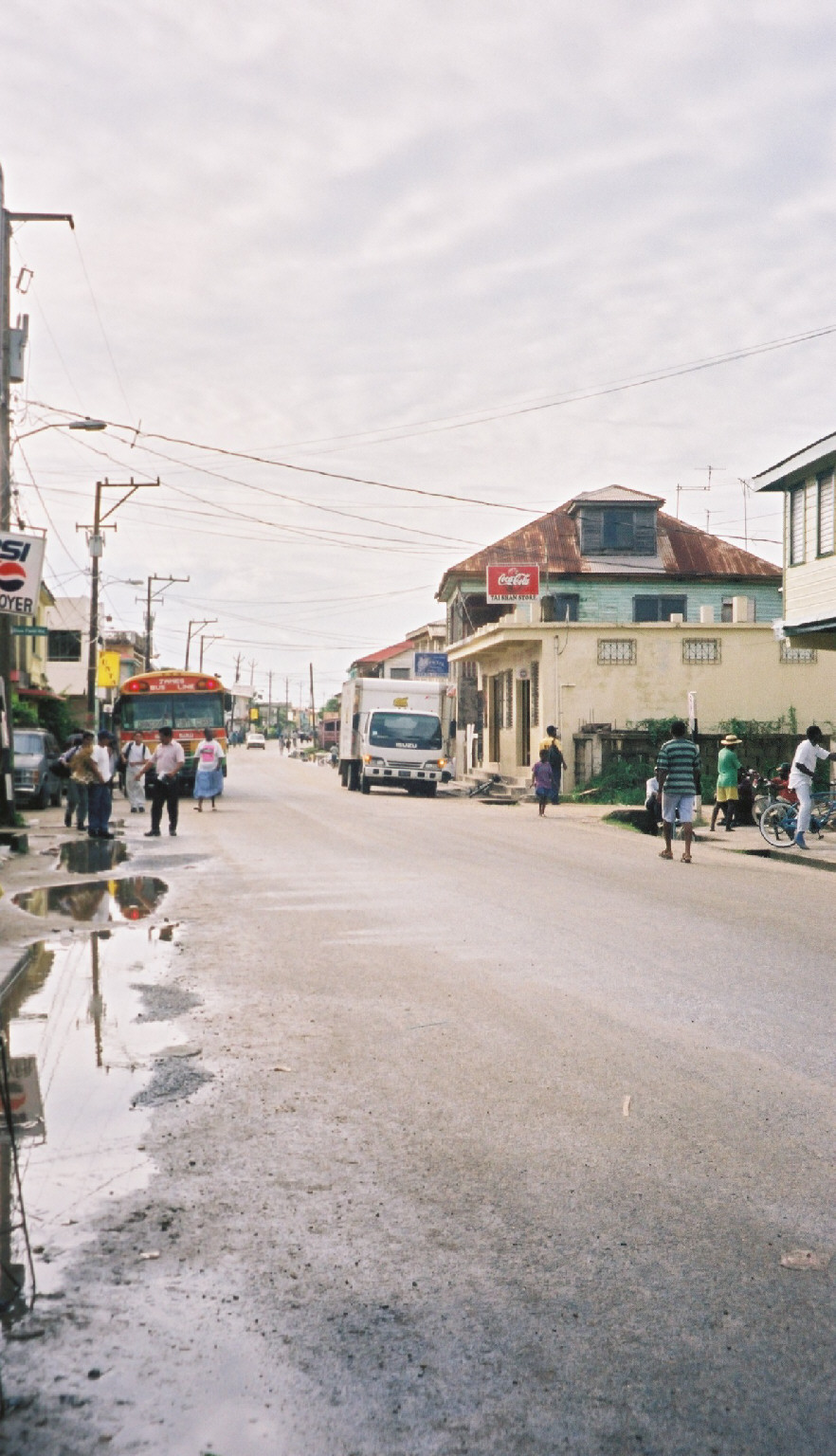
Un dels carrers principals de Dangriga.

Dangriga, antigament coneguda com a Stann Creek Town, és la capital del districte de Stann Creek, Belize. En l'últim cens realitzat el 2010, la seva població era de 9.593 habitants. El 2016 la seva població estimada era de 10.217 habitants. És la ciutat més gran del sud de Belize.

## Història
Dangriga fou creada el 1802 per garinagus d'Hondures. Durant anys va ser el segon nucli de població més gran del país rere Belize City, però en els últims anys ha estat superat per San Ignacio, Belmopan i Orange Walk Town. Des de principis dels anys vuitanta la cultura garifuna ha experimentat un important renaixement, gràcies en part a l'adopció per part de la ciutat del nom Dangriga, una paraula garifuna que significa "aigües estancades", cap al 1975.

## Personalitats notables de Dangriga
- Arlie Petters, matemàtic i astrofísic